# 1940-es magyar tekebajnokság
Az 1940-es magyar tekebajnokság a harmadik magyar bajnokság volt. Ettől az évtől a nők részére is rendeztek bajnokságot. A férfiak bajnokságát május 12. és 13. között, a nőkét június 16-án rendezték meg, mindkettőt Budapesten, a Baross téri Előre pályán (Park Szálló).

## Eredmények
| Versenyszám  | Arany                                         | Arany | Ezüst                                       | Ezüst | Bronz                            | Bronz |
| ------------ | --------------------------------------------- | ----- | ------------------------------------------- | ----- | -------------------------------- | ----- |
| Férfi egyéni | Víg Vejmola Ferenc WMTK Csepel                | 888   | Répásy Ágoston WMTK Csepel                  | 864   | Adamik Ferenc BSzKRt SE          | 836   |
| Női egyéni   | Tóth Józsefné Köztisztviselők Szövetkezete SE | 532   | Taub Jenőné Köztisztviselők Szövetkezete SE | 519   | Boskovits Klára Corvin Áruház SE | 518   |